# Herman VI Badeński
Herman VI (ur. ok. 1225, zm. 4 października 1250) – margrabia Badenii, książę Austrii i Styrii.
Herman VI był synem Hermana V i Irmendardy z dynastii Welfów.
W sierpniu 1248 Herman VI ożenił się Gertrudą, spadkobierczynią poległego dwa lata wcześniej Fryderyka Bitnego. 14 września 1248 papież Innocenty IV przyznał Hermanowi prawa do spadku po Babenbergach. Nowy władca opanował Górną, a następnie Dolną Austrię. 30 sierpnia 1249 w Krems an der Donau przybrał tytuł księcia Austrii, Styrii i margrabiego Badenii. Władzę w Styrii sprawował jednak hrabia Gorycji Meinhard III, który zdobyć także Austrię. W 1250 Herman popadł w konflikt z księciem Karyntii Ulrykiem III o Krainę. Na pomoc Ulrykowi pospieszył jego brat arcybiskup salzburski Filip Spanheim, który najechał na Styrię i poważnie ją zniszczył. Meinhard musiał wycofać się z Krainy i nie mógł zaangażować się w Austrii.
Herman w tym czasie toczył walki z nieprzychylnymi mu możnymi oraz najazdem węgierskim, którym kierował król Bela IV. Wydarzenia te poważnie osłabiły pozycję księcia, który zaczął tracić władzę nad krajem. Niespodziewanie zmarł 4 października 1250, zapewne otruty.

## Potomstwo
Herman VI miał z Gertrudą dwoje dzieci:
- Fryderyk (ur. 1249 r., zm. 29 października 1268 r. w Neapolu, ścięty wraz z Konradynem)
- Agnieszka (ur. 1250, zm. 2 stycznia 1295), poślubiła w 1263 r. księcia Karyntii Ulryka III (zm. 1269), a następnie w 1270 r. krabiego Heunburga Ulryka III (zm. 1308)